# HAT-P-38
HAT-P-38 — звезда в созвездии Треугольника. Находится на расстоянии около 812 световых лет от Солнца. Вокруг звезды обращается, как минимум, одна планета.

## Характеристики
HAT-P-38 — звезда 12,5 видимой звёздной величины; впервые упоминается в каталоге GSC под наименованием GSC 2314-00559. В настоящий момент более распространено наименование HAT-P-38, данное командой исследователей из проекта HATNet. Звезда представляет собой жёлтый карлик, имеющий массу и радиус, равные 88% и 92% солнечных соответственно. Температура поверхности составляет около 5330 кельвинов. Светимость звезды равна 62% солнечной. Возраст HAT-P-38 астрономами оценивается приблизительно в 10 миллиардов лет.

## Планетная система
В начале 2012 года группой астрономов, работающих в рамках проекта HATNet, было объявлено об открытии планеты HAT-P-38 b в системе. Открытие планеты было совершено транзитным методом. По массе и размерам она практически идентична Сатурну, обращается очень близко к родительской звезде, и поэтому верхние слои её атмосферы нагреваются настолько, что испаряются во внешнее космическое пространство. В результате действия приливных сил планета всегда повернута к материнской звезде одной стороной. Средняя температура атмосферы HAT-P-38 b должна составлять около 700 градусов Цельсия. В результате действия приливных сил эти планеты всегда повернуты к своим звездам одной стороной. При помощи космического телескопа Hubble изучены спектры планет HAT-P-38 b и WASP-67 b, показавшие отличия в свойствах их атмосфер.